# Ардо
Ардо (лат. Ardo) — король вестготов в 714—721 годах; последний известный из исторических источников правитель Вестготского королевства.

## Биография
В «Хронике вестготских королей» Ардо упоминается в качестве преемника Агилы II и ему отведён семилетний срок правления. Предположительно, он царствовал в Септимании, довольно поздно занятой арабами. Конец его правления обычно датируют примерно 720 или 721 годом. Так как Нарбон был захвачена арабами в 720 году, а Каркасон и Ним даже позже, эти события хорошо согласуются со сведениями списка королей.
Некоторые историки делают из Ардо имя Ардабаст (лат. Ardabastus) и отождествляют его с одним из сыновей Витицы. И все же такую произвольную интерпретацию имени, дошедшего до нас в списке королей в форме Ардо, большинство историков отвергает.
Арабские источники называют «Альмунза, Румлуха и Ардебаста» как трех сыновей «последнего из готских королей Андалусии… Витицы… все ещё в младенчестве», добавляя, что их мать «приняла регентство и управляла от их имени в Толедо» но что «Родриго … служащий армий покойного монарха … прибыл, чтобы основать свою резиденцию в Кордове». «Ардебаст» остался в Кордове и владел «тысячей деревень… в центре страны» и был предком «по прямой линии от графа Абу Саида» и что «их дядя Ардебаст» захватил владения детей «Альмунза» после того, как он умер «в начале правления халифа Хишам ибн Абдул-Малик». Абд ар-Рахман I приказал конфисковать земли у «Ардебаста», но позже назначил его «первым графом мусульманской Испании» и вернул некоторые из его земель. Помимо андалусийского графа Абу Саида аль-Кумиса он был предком ещё и Муавии ибн Лубба.. От брата Ардобаста, Ромулуса, происходит Хафс ибн Альвар. От их ещё одного брата, Сисебута, происходят графы Коимбры.